# Landelous (Basel)
Landelous war Bischof von Basel im Jahr 961.
Er wurde erwähnt anlässlich der Erhebung der Gebeine des hl. Mauritius und dessen Gefährten am 24. Dezember 961 vor deren Translation nach Magdeburg. In der ältesten bekannten Bischofsliste aus der Abtei Münster im Elsass wird er dagegen unter Papst Hadrian III. (884/885) angeführt. Landelous’ Name erscheint auf dem Kreuzigungsrelief der Herznacher Verenakapelle, das möglicherweise aus dem Basler Münster stammt (heute im Museum Aargau). Er war auch Abt von Murbach. Kaiser Otto I. bestätigte ihm die Besitzungen seines Klosters.